# موسکائو (بوستان)
موسکائو (آلمانی: Muskauer Park) باغی است در خاک لهستان و آلمان. این پارک جزء میراث جهانی یونسکو در لهستان و آلمان است.

## نگارخانه

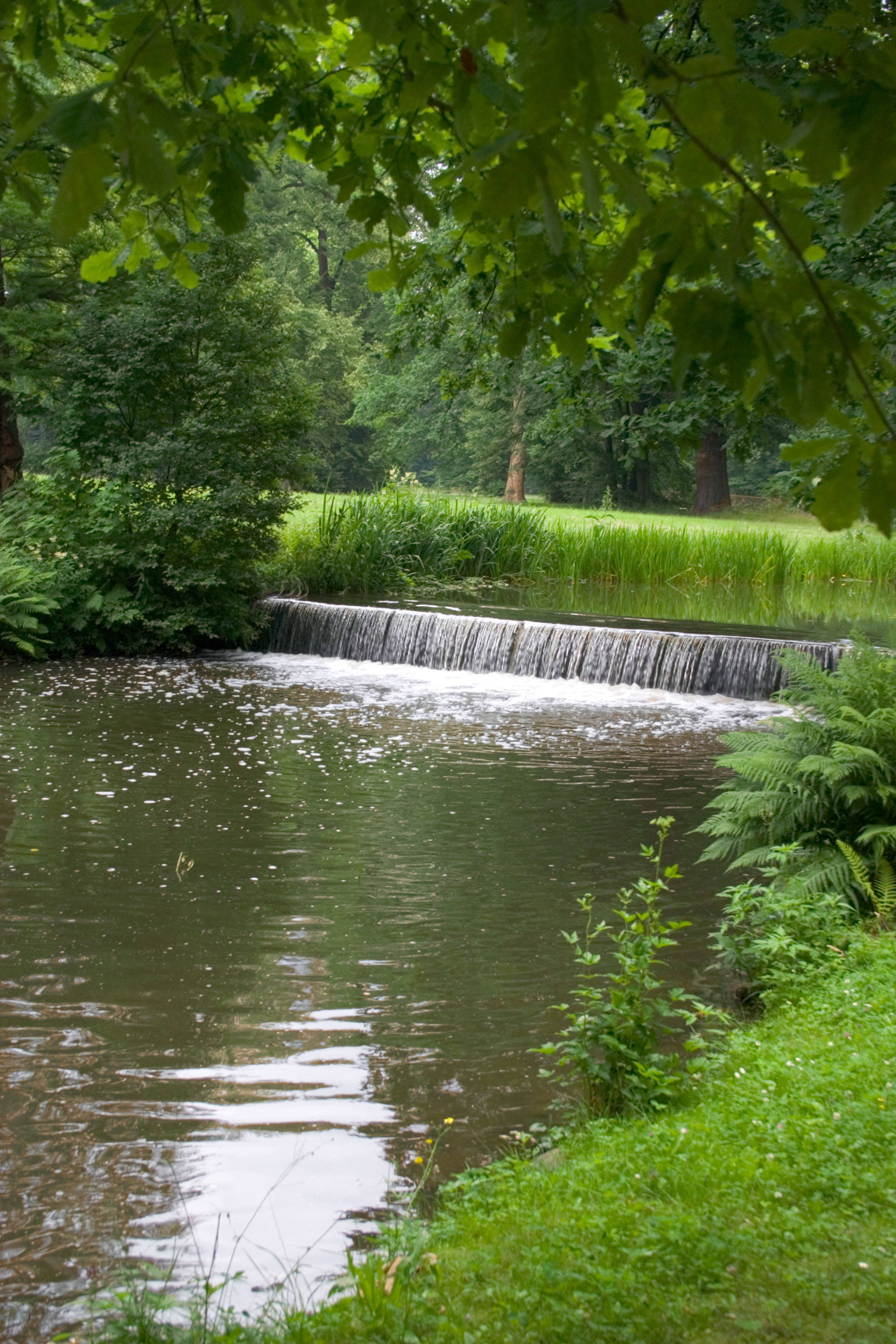
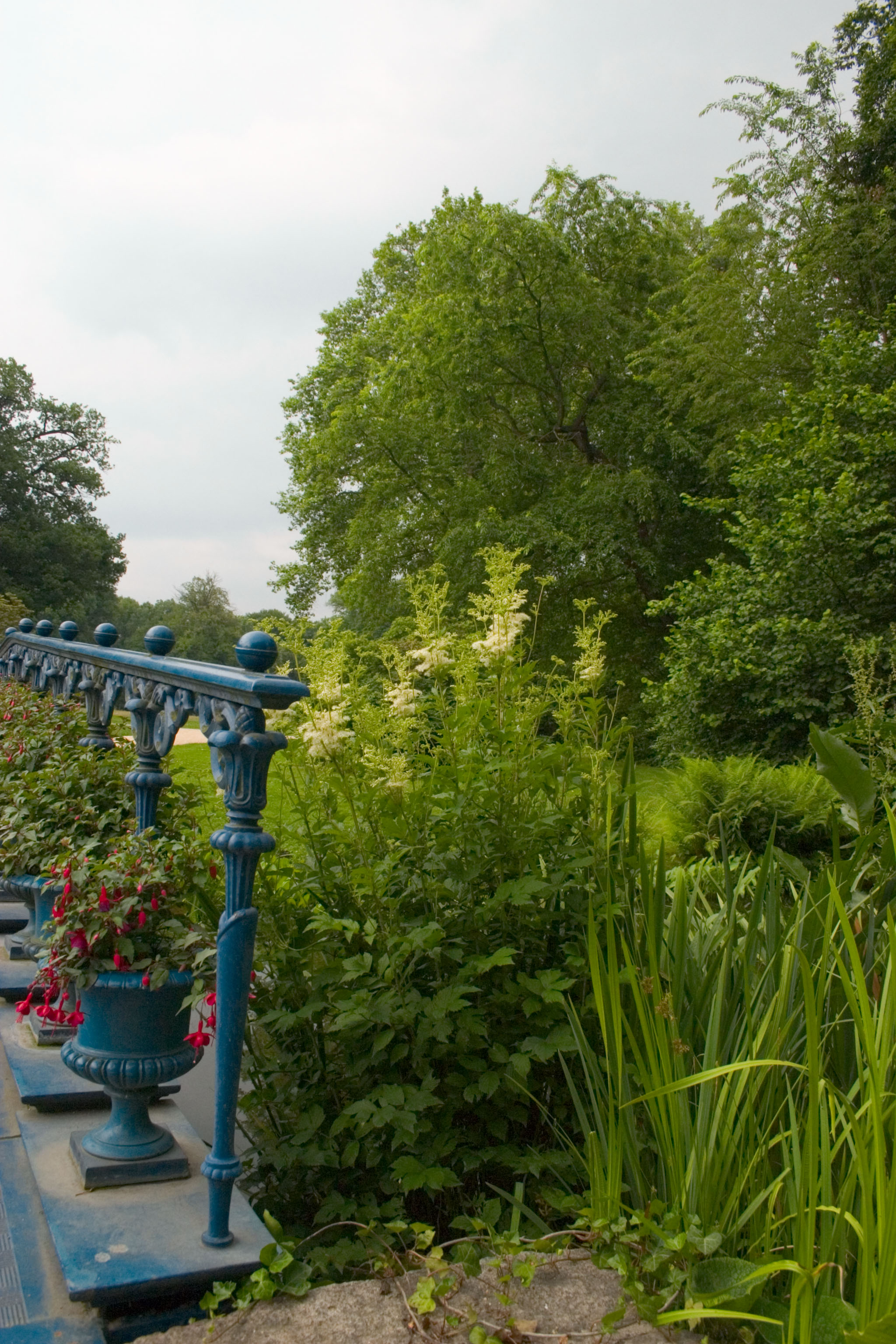
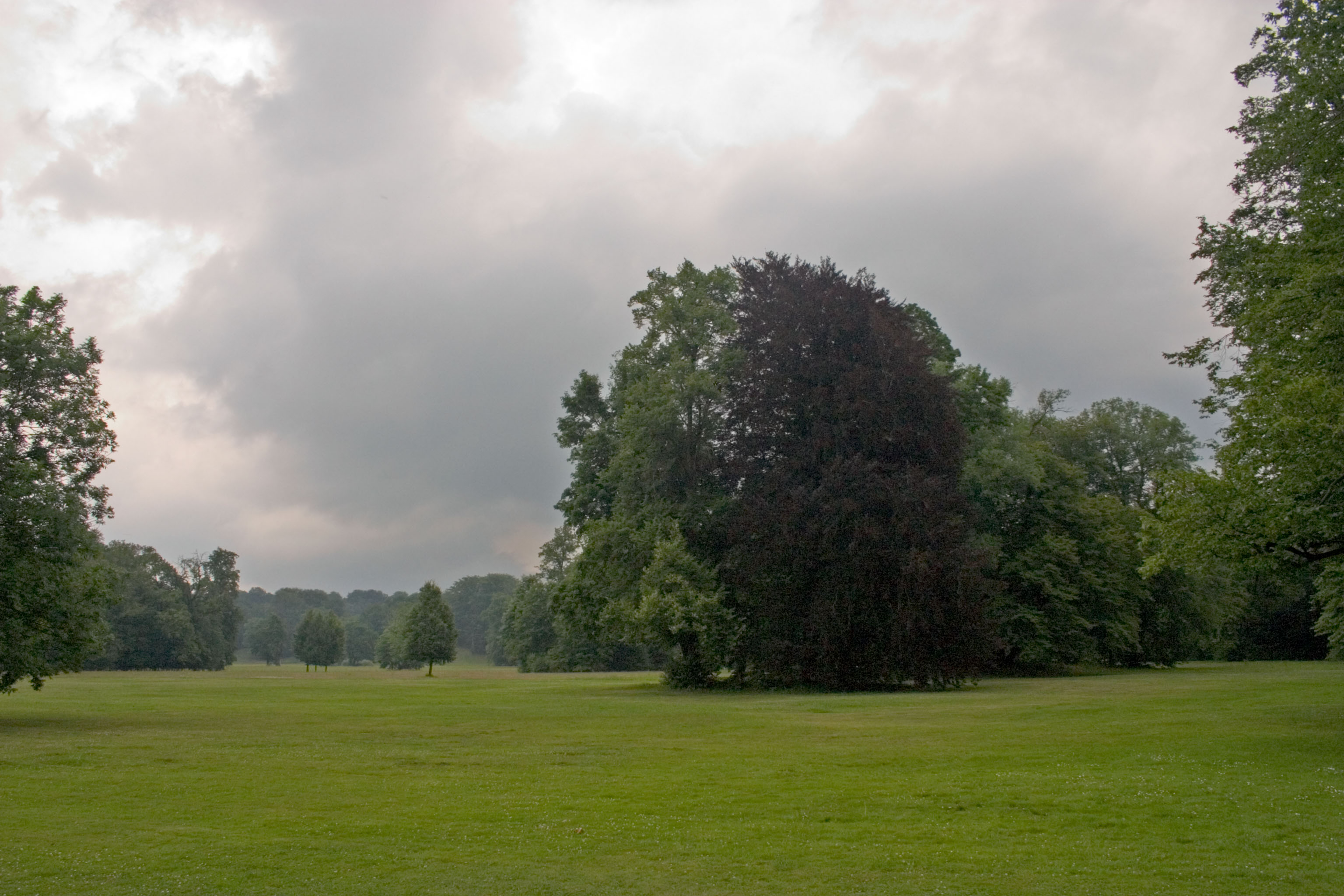
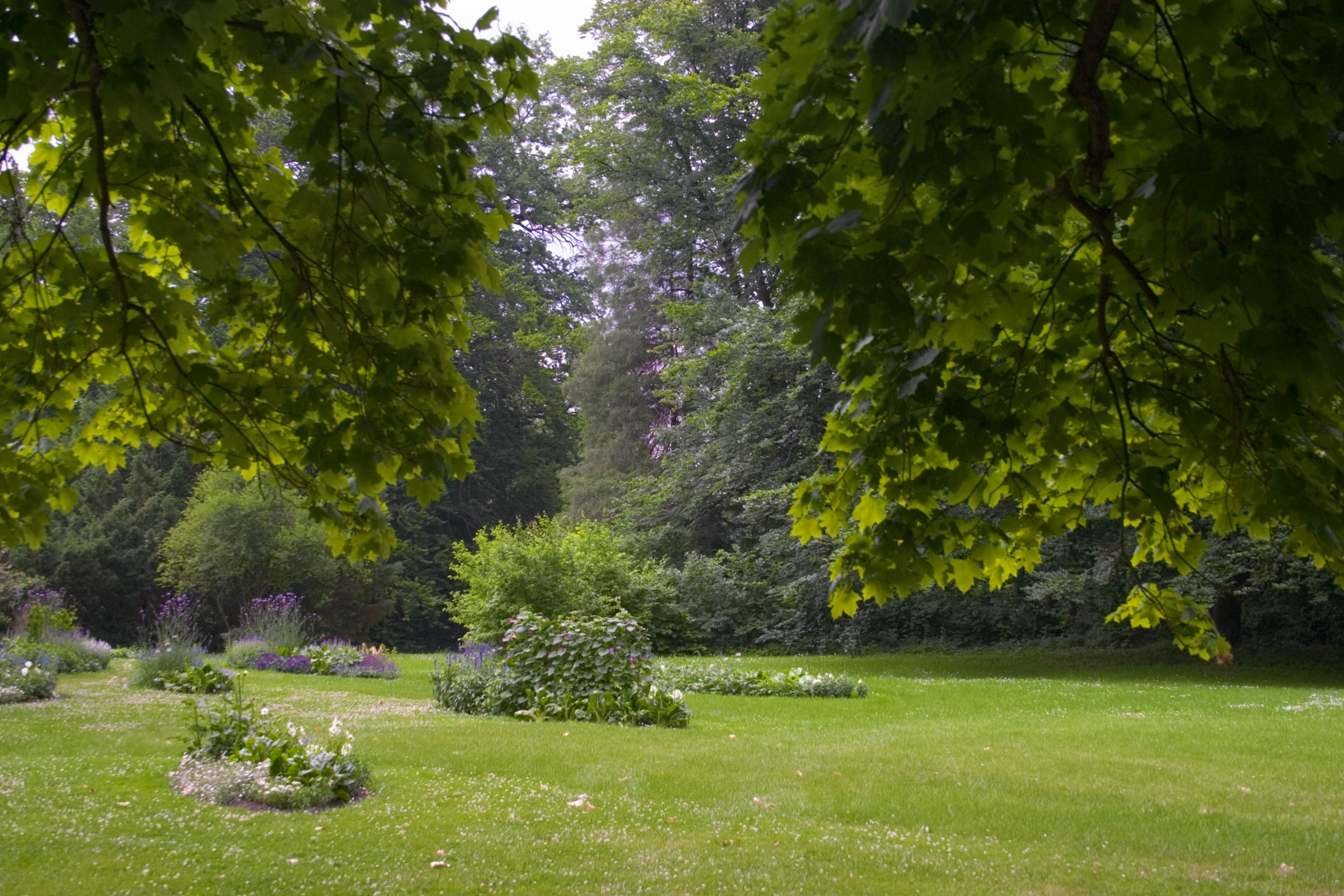
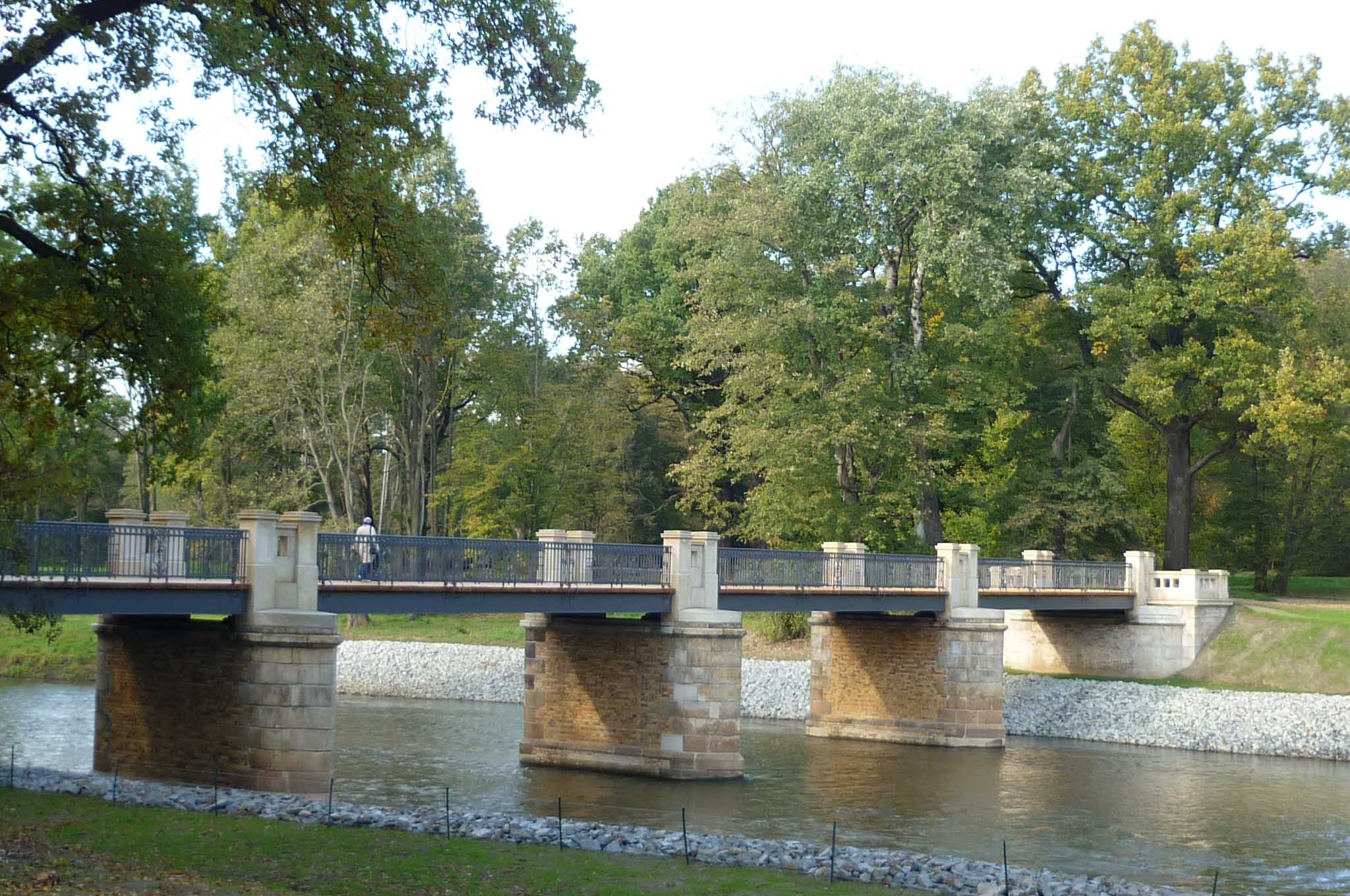